# Mała Racza
Mała Racza (słow. Mala Rača, 1153 m) – szczyt w Grupie Wielkiej Raczy w Beskidzie Żywiecko-Kisuckim, pomiędzy Wielką Raczą (1236 m) a Przełęczą pod Orłem (1060 m). Znajduje się w głównym grzbiecie Beskidu Żywieckiego, którym przebiega granica polsko-słowacka oraz Wielki Europejski Dział Wodny. W południowo-wschodnim kierunku (na słowacką stronę) odchodzi od Małej Raczy boczny grzbiet oddzielający od siebie dwa potoki: Klubinský potok i Raztocký potok. Na polską stronę natomiast, w północno-wschodnim kierunku ze stoków Małej Raczy spływa potok Racza.
Przez Małą Raczę przebiegają dwa szlaki turystyczne; zielony słowacki, biegnący przez jej wierzchołek i polski czerwony, trawersujący jej stoki po wschodniej stronie. Na północno-wschodnim stoku góry położona jest hala Mała Racza, stanowiąca punkt widokowy.
Polskie stoki Małej Raczy znajdują się w granicach miejscowości Rycerka Górna w województwie śląskim, w powiecie żywieckim, w gminie Rajcza. W regionalizacji fizycznogeograficznej Polski według Jerzego Kondrackiego Grupa Wielkiej Raczy zaliczana jest do Beskidu Żywieckiego, w nowszej polskiej regionalizacji z 2018 roku do Beskidu Żywiecko-Kisuckiego, na Słowacji do Beskidu Kisuckiego.

## Szlaki turystyczne
Zwardoń – Wielka Racza – Przełęcz pod Orłem – Przełęcz Przegibek – Wielka Rycerzowa – Młada Hora – Rycerka Dolna stacja kol.
  Stará Bystrica – Kýčera – Przełęcz pod Orłem – Wielka Racza